# Středočeská župa (1918–1924)

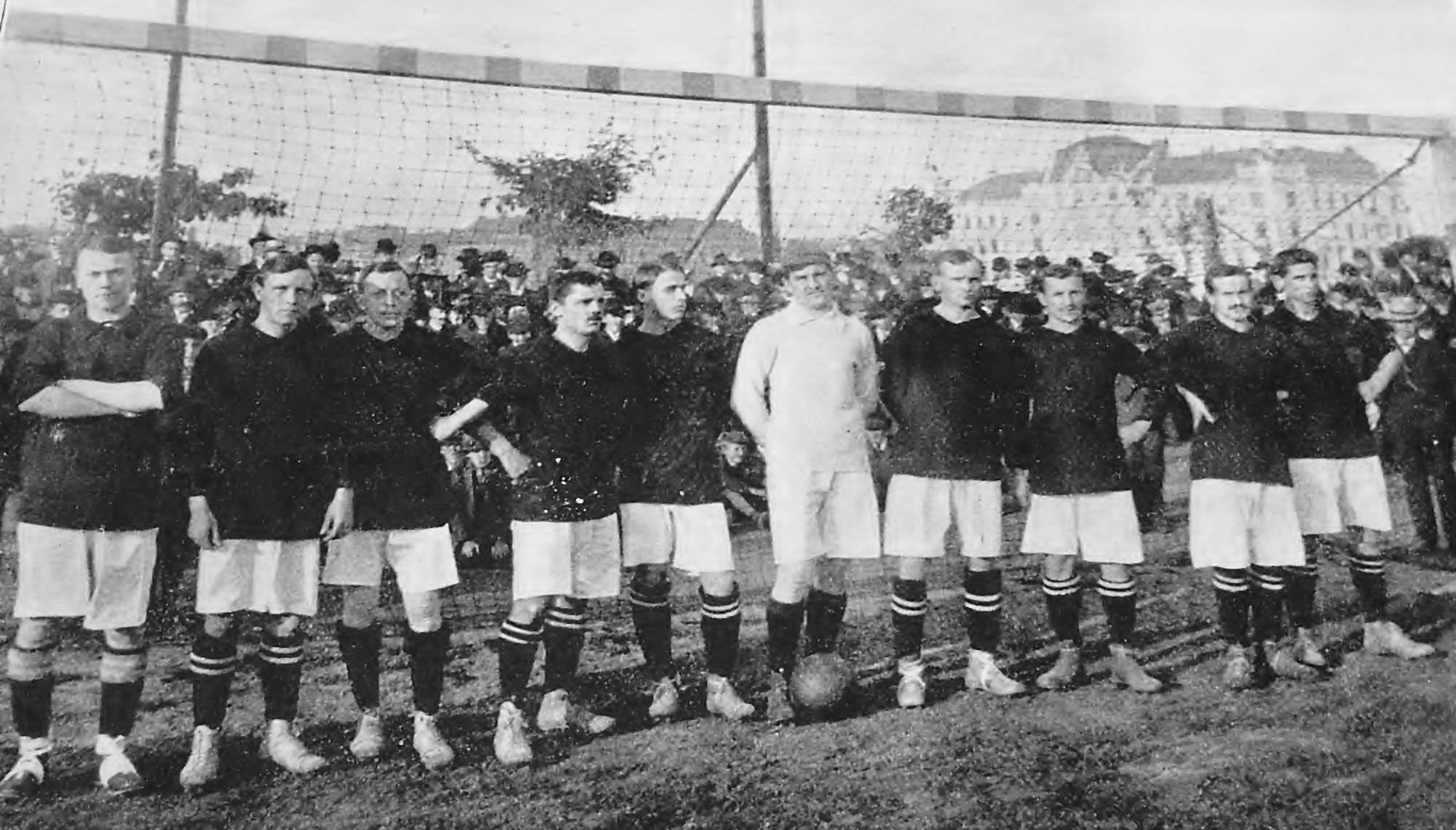
AC Sparta Praha

Ve stejném roce, kdy vznikla samostatná Československá republika, se změnil i název neoficiální ligové soutěže na tzv. Středočeskou župu. Tento název se uchoval až do vzniku Československé fotbalové ligy v roce 1925. Během těchto sedmi sezon se odehrály dvě, ve kterých se konalo celostátní finále mezi vítězi jednotlivých regionálních soutěží (žup). To bylo v letech 1919 a 1922. Oba tyto ročníky vyhrál tým AC Sparta Praha a připsal si tak druhý a třetí mistrovský titul.
| Ročník | Vítěz           | 2. místo          |
| ------ | --------------- | ----------------- |
| 1918   | SK Slavia Praha | AC Sparta Praha   |
| 1919   | AC Sparta Praha | SK Kladno         |
| 1920   | AC Sparta Praha | AFK Vršovice      |
| 1921   | AC Sparta Praha | AFK Union Žižkov  |
| 1922   | AC Sparta Praha | SK Hradec Králové |
| 1923   | AC Sparta Praha | SK Slavia Praha   |
| 1924   | SK Slavia Praha | Viktoria Žižkov   |

## Mistrovství Středočeské župy 1918
- V tomto ročníku nejsou známy výsledky ani podrobnosti v tabulce. Známé je pouze konečné pořadí a fakt, že tento ročník vyhrál tým SK Slavia Praha

|   | Konečné pořadí       |
| - | -------------------- |
|   | SK Slavia Praha      |
| 2 | AC Sparta Praha      |
| 3 | AFK Vršovice         |
| 4 | SK Viktoria Žižkov   |
| 5 | AFK Union Žižkov     |
| 6 | SK Meteor Praha VIII |
| 7 | SK Praha XV          |
| 8 | SK Libeň             |
| 9 | SK Smíchov           |

## Mistrovství Českého svazu fotbalového 1919
Roku 1919 byla soutěž díky účasti týmů ze Západních Čech a Moravy povýšena na celonárodní a jejího vítěze AC Sparta Praha tak můžeme považovat za držitele mistrovského titulu Československé fotbalové ligy.

## Mistrovství Středočeské župy 1920
|     | Konečné pořadí       | Z  | V  | R | P | GV | GO | TP  | B  |
| --- | -------------------- | -- | -- | - | - | -- | -- | --- | -- |
|     | AC Sparta Praha      | 11 | 11 | 0 | 0 | 37 | 6  | +31 | 22 |
| 2.  | AFK Vršovice         | 11 | 6  | 3 | 2 | 20 | 14 | +6  | 15 |
| 3.  | SK Viktoria Žižkov   | 11 | 6  | 2 | 3 | 21 | 11 | +10 | 14 |
| 4.  | SK Sparta Kladno     | 11 | 7  | 0 | 4 | 27 | 24 | +3  | 14 |
| 5.  | AFK Union Žižkov     | 11 | 5  | 4 | 2 | 15 | 10 | +5  | 14 |
| 6.  | SK Slavia Praha      | 11 | 5  | 1 | 5 | 35 | 17 | +18 | 11 |
| 7.  | SK Kladno            | 11 | 4  | 3 | 4 | 27 | 27 | 0   | 11 |
| 8.  | SK Meteor Vinohrady  | 11 | 3  | 3 | 5 | 16 | 20 | -4  | 9  |
| 9.  | SK Meteor Praha VIII | 11 | 3  | 2 | 6 | 18 | 30 | -12 | 8  |
| 10. | SK Olympia Praha VII | 11 | 3  | 1 | 7 | 11 | 18 | -7  | 7  |
| 11. | ČAFC Vinohrady       | 11 | 1  | 3 | 7 | 10 | 27 | -17 | 5  |
| 12. | SK Libeň             | 11 | 0  | 2 | 9 | 7  | 24 | -17 | 2  |

## Mistrovství Středočeské župy 1921
|     | Konečné pořadí       | Z  | V  | R | P  | GV | GO | TP  | B  |
| --- | -------------------- | -- | -- | - | -- | -- | -- | --- | -- |
|     | AC Sparta Praha      | 11 | 11 | 0 | 0  | 48 | 8  | +40 | 22 |
| 2.  | AFK Union Žižkov     | 11 | 8  | 2 | 1  | 24 | 8  | +16 | 18 |
| 3.  | SK Slavia Praha      | 11 | 7  | 2 | 2  | 31 | 16 | +15 | 16 |
| 4.  | SK Viktoria Žižkov   | 11 | 7  | 0 | 4  | 33 | 15 | +18 | 14 |
| 5.  | AFK Vršovice         | 11 | 5  | 2 | 4  | 27 | 26 | +1  | 12 |
| 6.  | SK Sparta Kladno     | 11 | 5  | 1 | 5  | 24 | 28 | -4  | 11 |
| 7.  | SK Kladno            | 11 | 5  | 0 | 6  | 26 | 25 | +1  | 10 |
| 8.  | SK Meteor Vinohrady  | 11 | 2  | 4 | 5  | 16 | 24 | -8  | 8  |
| 9.  | SK Slavoj Žižkov     | 11 | 2  | 3 | 6  | 11 | 25 | -14 | 7  |
| 10. | SK Meteor Praha VIII | 11 | 3  | 0 | 8  | 11 | 30 | -19 | 6  |
| 11. | SK Bubeneč           | 11 | 2  | 2 | 7  | 10 | 37 | -27 | 6  |
| 12. | AFK Kolín            | 11 | 1  | 0 | 10 | 9  | 28 | -19 | 2  |

## Mistrovství Českého svazu fotbalového 1922
Roku 1922 byla soutěž díky účasti týmů ze Západních Čech a Moravy povýšena na celonárodní a jejího vítěze AC Sparta Praha tak můžeme považovat za držitele mistrovského titulu Československé fotbalové ligy.